# Sanity
Sanity (gestileerd als SAni†Y or SAnitY) was een stable in het professioneel worstelen dat bestond uit Eric Young, Alexander Wolfe, Killian Dain, Sawyer Fulton en Nikki Cross en best bekend was in WWE.
Het team is ontstaan op 12 oktober 2016 bij WWE's ontwikkelingsgebied, NXT, dat oorspronkelijk bestond uit Young, Wolfe, Cross en Fulton. Young en Wolfe wonnen één keer het NXT Tag Team Championship bij het evenement NXT TakeOver: Brooklyn III door een overwinning op The Authors of Pain op 19 augustus 2017. Op 17 april 2018, werd Sanity verwezen naar SmackDown als deelname van de 2018 WWE Superstar Shake-up. In april 2019 werd het team ontbonden, nadat Young naar Raw werd verwezen en de rest naar NXT en NXT UK.

## Prestaties
- WWE
  - NXT Tag Team Championship (1 keer) - Wolfe en Young[6]
  - NXT Year-End Award (1 keer)
    - Tag Team of the Year (2017) - Wolfe, Dain en Young[7]